# Crailsheim Titans
I Crailsheim Titans sono una squadra di football americano di Crailsheim, in Germania.

## Storia
La sezione più antica è quella femminile, le Crailsheim Hurricanes, fondate nel 1991 a Norimberga come Nürnberg Hurricanes ed entrate nella struttura dei Titans solo nel 2011. Durante il loro periodo a Norimberga le Hurricanes hanno vinto 2 Ladies Bowl.
La sezione maschile è nata invece nel 2005 e non è mai riuscita a salire oltre l'Oberliga Baden-Württemberg (quarto livello).

## Galleria d'immagini

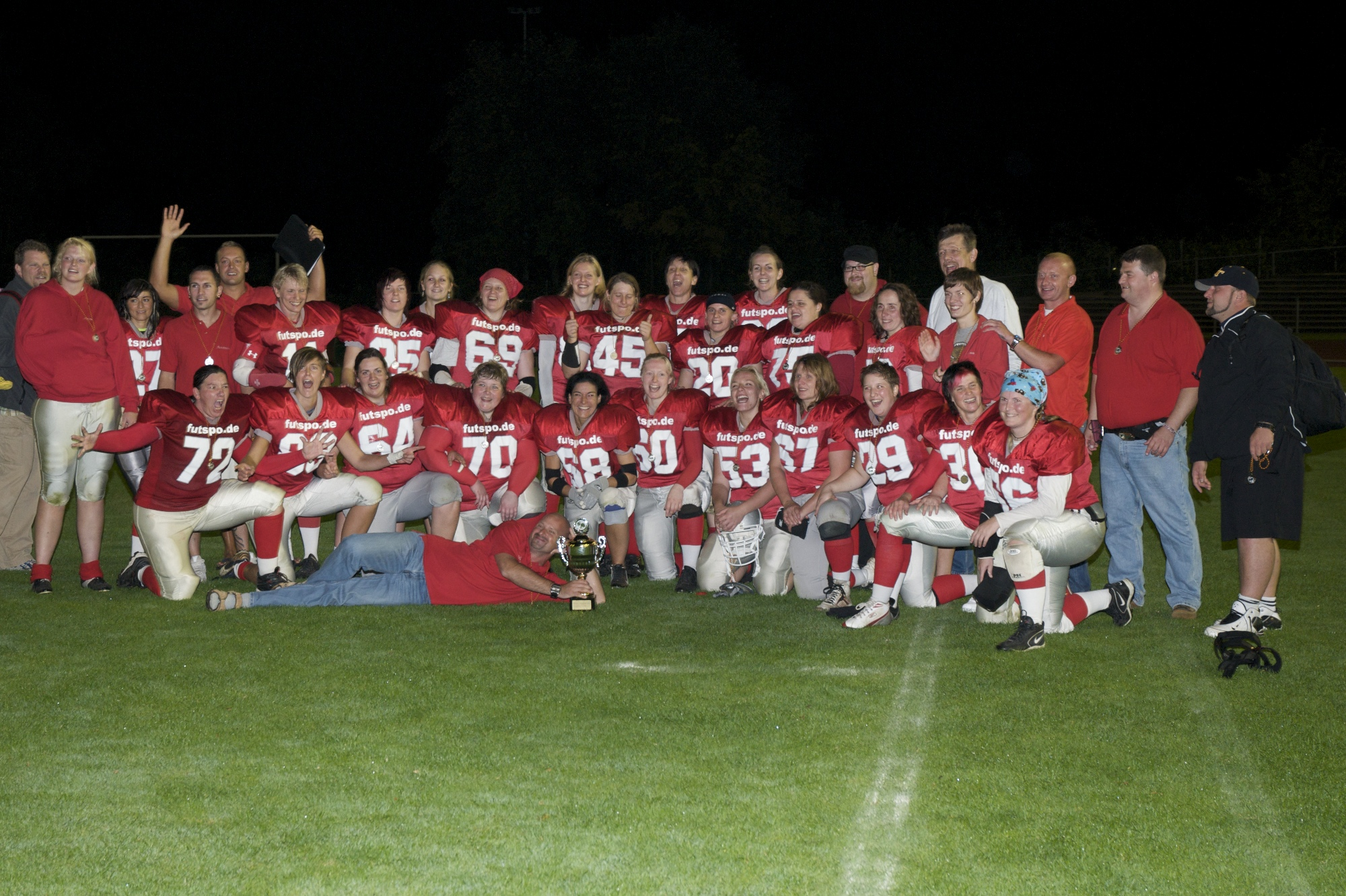
Le Nürnberg Hurricanes vicecampionesse di Germania 2009
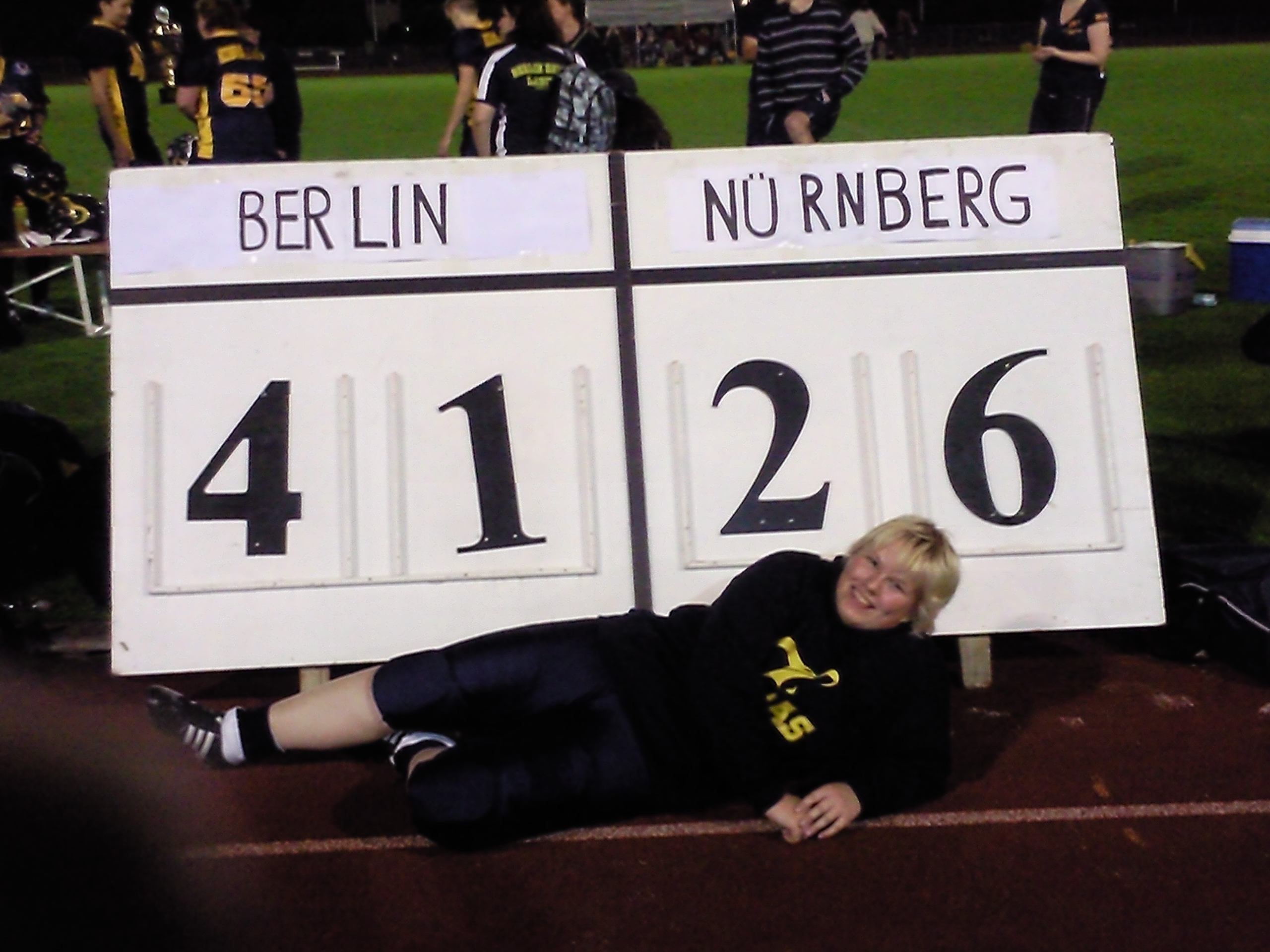
Il risultato del Ladies Bowl 2009

## Dettaglio stagioni

### Tornei nazionali

#### Campionato

##### Damenbundesliga
| Stagione | regular season | regular season | regular season | regular season | regular season | regular season | playoff | playoff | playoff | playoff | playoff | playoff     | playoff             |
|          | Vin            | Par            | Per            | Tot            | PF             | PS             | Vin     | Per     | Tot     | PF      | PS      | risultato   | avversaria          |
| -------- | -------------- | -------------- | -------------- | -------------- | -------------- | -------------- | ------- | ------- | ------- | ------- | ------- | ----------- | ------------------- |
| 1992     | ?              | ?              | ?              | ?              | ?              | ?              | ?       | ?       | ?       | ?       | ?       | ?           | ?                   |
| 1993     | ?              | ?              | ?              | ?              | ?              | ?              | ?       | ?       | ?       | ?       | ?       | ?           | ?                   |
| 1994     | ?              | ?              | ?              | ?              | ?              | ?              | ?       | ?       | ?       | ?       | ?       | Ladies Bowl | Berlin Adler Girls  |
| 1995     | ?              | ?              | ?              | ?              | ?              | ?              | ?       | ?       | ?       | ?       | ?       | ?           | ?                   |
| 1996     | ?              | ?              | ?              | ?              | ?              | ?              | ?       | ?       | ?       | ?       | ?       | ?           | ?                   |
| 1997     | ?              | ?              | ?              | ?              | ?              | ?              | ?       | ?       | ?       | ?       | ?       | ?           | ?                   |
| 1998     | ?              | ?              | ?              | ?              | ?              | ?              | ?       | ?       | ?       | ?       | ?       | Campionesse | Crocodiles Ladies   |
| 1999     | ?              | ?              | ?              | ?              | ?              | ?              | ?       | ?       | ?       | ?       | ?       | Campionesse | Berlin Adler Girls  |
| 2000     | ?              | ?              | ?              | ?              | ?              | ?              | ?       | ?       | ?       | ?       | ?       | ?           | ?                   |
| 2001     | 3              | 1              | 4              | 8              | 107            | 91             | -       | -       | -       | -       | -       | -           | -                   |
| 2002     | 5              | 0              | 3              | 8              | 109            | 83             | 0       | 1       | 1       | 6       | 33      | Semifinale  | Berlin Adler Girls  |
| 2003     | 2              | 0              | 2              | 4              | 48             | 48             | 0       | 1       | 1       | 0       | 67      | Semifinale  | Berlin Adler Girls  |
| 2006     | 4              | 0              | 4              | 8              | 206            | 192            | 1       | 1       | 2       | 56      | 56      | Semifinale  | Berlin Kobra Ladies |
| 2007     | 10             | 0              | 0              | 10             | 277            | 53             | 1       | 1       | 2       | 68      | 55      | Ladies Bowl | Berlin Kobra Ladies |
| 2008     | 5              | 0              | 1              | 6              | 246            | 69             | 1       | 1       | 2       | 56      | 47      | Ladies Bowl | Berlin Kobra Ladies |
| 2009     | 6              | 0              | 0              | 6              | 257            | 32             | 1       | 1       | 2       | 72      | 41      | Ladies Bowl | Berlin Kobra Ladies |
| 2010     | 4              | 0              | 2              | 6              | 208            | 65             | 0       | 1       | 1       | 14      | 28      | Semifinale  | Berlin Kobra Ladies |
| 2011     | 2              | 0              | 2              | 4              | 88             | 121            | 1       | 1       | 2       | 76      | 60      | Semifinale  | Berlin Kobra Ladies |
| 2012     | 8              | 0              | 0              | 8              | 264            | 113            | 0       | 1       | 1       | 20      | 44      | Semifinale  | Berlin Kobra Ladies |
| 2013     | 5              | 0              | 1              | 6              | 261            | 121            | 1       | 1       | 2       | 40      | 39      | Ladies Bowl | Berlin Kobra Ladies |
| 2014     | 3              | 0              | 1              | 4              | 84             | 37             | 0       | 1       | 1       | 20      | 22      | Semifinale  | Mülheim Shamrocks   |
| 2015     | 4              | 0              | 2              | 6              | 183            | 96             | 0       | 1       | 1       | 20      | 45      | Semifinale  | Berlin Kobra Ladies |
| 2016     | 6              | 0              | 0              | 6              | 219            | 46             | 0       | 1       | 1       | 15      | 26      | Semifinale  | Mainz Golden Eagles |
| Totale   | 67+?           | 1+?            | 22+?           | 90+?           | 2557+?         | 1167+?         | 6+?     | 13+?    | 19+?    | 463+?   | 563+?   |             |                     |

Fonti: Enciclopedia del Football - A cura di Roberto Mezzetti

##### DBL2
| Stagione | regular season | regular season | regular season | regular season | regular season | regular season | playoff | playoff | playoff | playoff | playoff | playoff          | playoff       |
|          | Vin            | Par            | Per            | Tot            | PF             | PS             | Vin     | Per     | Tot     | PF      | PS      | risultato        | avversaria    |
| -------- | -------------- | -------------- | -------------- | -------------- | -------------- | -------------- | ------- | ------- | ------- | ------- | ------- | ---------------- | ------------- |
| 2017     | 6              | 0              | 0              | 6              | 138            | 72             | 0       | 1       | 1       | 20      | 40      | Quarti di finale | Bochum Miners |
| Totale   | 6              | 0              | 0              | 6              | 138            | 72             | 0       | 1       | 1       | 20      | 40      |                  |               |

Fonti: Enciclopedia del Football - A cura di Roberto Mezzetti

##### Oberliga
| Stagione | regular season | regular season | regular season | regular season | regular season | regular season | playoff | playoff | playoff | playoff | playoff | playoff   | playoff    |
|          | Vin            | Par            | Per            | Tot            | PF             | PS             | Vin     | Per     | Tot     | PF      | PS      | risultato | avversaria |
| -------- | -------------- | -------------- | -------------- | -------------- | -------------- | -------------- | ------- | ------- | ------- | ------- | ------- | --------- | ---------- |
| 2010     | 2              | 0              | 10             | 12             | 161            | 333            | -       | -       | -       | -       | -       | -         | -          |
| 2011     | 3              | 0              | 7              | 10             | 227            | 268            | -       | -       | -       | -       | -       | -         | -          |
| 2012     | 0              | 0              | 10             | 10             | 72             | 414            | -       | -       | -       | -       | -       | -         | -          |
| Totale   | 5              | 0              | 27             | 32             | 460            | 1015           | -       | -       | -       | -       | -       |           |            |

Fonti: Enciclopedia del Football - A cura di Roberto Mezzetti

##### Verbandsliga/Landesliga
| Stagione | regular season | regular season | regular season | regular season | regular season | regular season | playoff | playoff | playoff | playoff | playoff | playoff   | playoff    |
|          | Vin            | Par            | Per            | Tot            | PF             | PS             | Vin     | Per     | Tot     | PF      | PS      | risultato | avversaria |
| -------- | -------------- | -------------- | -------------- | -------------- | -------------- | -------------- | ------- | ------- | ------- | ------- | ------- | --------- | ---------- |
| 2006     | 2              | 0              | 8              | 10             | 55             | 296            | -       | -       | -       | -       | -       | -         | -          |
| 2007     | 2              | 0              | 6              | 8              | 108            | 215            | -       | -       | -       | -       | -       | -         | -          |
| 2008     | 6              | 0              | 6              | 12             | 282            | 286            | -       | -       | -       | -       | -       | -         | -          |
| 2009     | 9              | 0              | 1              | 10             | 342            | 102            | -       | -       | -       | -       | -       | -         | -          |
| 2014     | 5              | 0              | 5              | 10             | 210            | 300            | -       | -       | -       | -       | -       | -         | -          |
| 2015     | 2              | 0              | 10             | 12             | 104            | 265            | -       | -       | -       | -       | -       | -         | -          |
| Totale   | 26             | 0              | 36             | 62             | 1101           | 1464           | -       | -       | -       | -       | -       |           |            |

Fonti: Enciclopedia del Football - A cura di Roberto Mezzetti

##### Bezirksliga
| Stagione | regular season | regular season | regular season | regular season | regular season | regular season | playoff | playoff | playoff | playoff | playoff | playoff   | playoff    |
|          | Vin            | Par            | Per            | Tot            | PF             | PS             | Vin     | Per     | Tot     | PF      | PS      | risultato | avversaria |
| -------- | -------------- | -------------- | -------------- | -------------- | -------------- | -------------- | ------- | ------- | ------- | ------- | ------- | --------- | ---------- |
| 2013     | 10             | 0              | 0              | 10             | 385            | 62             | -       | -       | -       | -       | -       | -         | -          |
| 2016     | 4              | 0              | 5              | 9              | 156            | 156            | -       | -       | -       | -       | -       | -         | -          |
| 2017     | 0              | 0              | 8              | 8              | 47             | 275            | -       | -       | -       | -       | -       | -         | -          |
| 2018     | 2              | 0              | 8              | 10             | 72             | 247            | -       | -       | -       | -       | -       | -         | -          |
| 2019     | 3              | 0              | 6              | 9              | 113            | 216            | -       | -       | -       | -       | -       | -         | -          |
| Totale   | 19             | 0              | 27             | 46             | 773            | 956            | -       | -       | -       | -       | -       |           |            |

Fonti: Enciclopedia del Football - A cura di Roberto Mezzetti

## Palmarès
- 2 Ladies Bowl (1998, 1999)